# La torre de Babel (Brueghel)
La torre de Babel és una pintura de Pieter Brueghel el Vell de 1563, actualment al Museu d'Història de l'Art de Viena, el Kunsthistorisches de Viena, Àustria. És una Pintura a l'oli sobre fusta de roure d'unes mides aproximades de 114 cm d'alt × 154 cm d'ample.
El quadre presenta la construcció de la Torre de Babel, un episodi que apareix a la Bíblia al llibre del Gènesi, quan els homes van voler construir una torre per arribar al cel (Genesis 11:4), i que va acabar amb la confusió de les llengües.
El centre del quadre està dominat per la torre a mig construir, en un paisatge panoràmic. A la part superior de la torre, la presència d'un nuvol simbolitza la pretensió d'arribar al cel.
A la part inferior esquerra apareix un sobirà, el rei Nimrod, amb un seguici d'aduladors que li mostren l'obra a mig fer. La pintura mostra la magnitud de la construcció, els artesans i operaris treballant, i molts detalls de les eines i màquines que es feien servir a l'època, com les grues. Brueghel va visitar Roma el 1553 i, òbviament, això va influir en aquesta representació de l'edifici semblant al Coliseu de Roma. En canvi, el paisatge està clarament influït pels camps de Flandes. És important la presència del mar i el port ple de vaixells.
La pintura és una indicació de la transitorietat de tot el terrenal i la futilitat de tot esforç humà per imitar a Déu com a creador. Encara que la construcció sembla tenir èxit, ja comença a esfondrar-se per alguns llocs, anunciant el fracàs.
El pintor va fer una altra obra del mateix tema, que és coneguda com La petita torre de Babel, cap a l'any 1563. Aquesta és al Museu Boymans-van Beuningen a Rotterdam.

## Curiositats

Detall de la part inferior, el caganer és a la vora del rierol, en la línia de la mirada del sobirà

A la part inferior del quadre, a la vora d'un rierol a la base de la torre, com un detall en la distància, apareix pintat un diminut caganer d'esquena mostrant el cul que, en la composició i per efecte de la perspectiva, queda en la línia de la mirada del sobirà que visita les obres.